# Index Fungorum
Index Fungorum (littéralement « Liste des champignons » en latin) est une base de données internationale sur internet, consacrée au règne des champignons (Fungi en latin), comparable à l'IPNI pour les plantes.
Ce projet est porté par le CABI (Centre for Agricultural Bioscience International, à Wallingford, Royaume-Uni), CBS (Centraalbureau voor Schimmelcultures, à Utrecht, Pays-Bas) et Landcare Research (à Lincoln, Nouvelle-Zélande). Il compte de nombreux autres contributeurs, chercheurs ou sociétés scientifiques.
La base de données est consultable gratuitement en ligne et fournit la liste des espèces dans chaque genre, avec pour chacune d'elles :
- le taxon correct, la citation d'auteur, la date et le support de publication, voire une image de celui-ci, ainsi qu'un rappel de la position de l'espèce dans la classification traditionnelle (arborescence complète jusqu'à la racine Fungi).
- mais également les mêmes informations pour tous les noms erronés (synonymes, périmés), ce qui facilite la recherche et la reconstitution de l'historique des diverses dénominations de l'espèce.

Le site est en anglais. Un site lié est MycoBank, administré par l'International Mycological Association.